# 브램턴역 (온타리오주)
브램턴역 (Brampton station)은 캐나다 온타리오주 브램턴 시내에 위치한 철도역으로, GO 트랜싯의 통근열차인 키치너선 열차와 VIA 철도의 토론토와 사니아 간 열차가 정차한다. 브램턴역 바로 옆에는 브램턴 버스 터미널이 위치해있는데, 이 터미널에는 GO 트랜싯의 광역버스와 브램턴 교통의 시내버스가 정차한다. 브램턴역은 시내 중심에 있는 메인 스트리트와 퀸 스트리트 근처에 있는 처치 스트리트에 위치해있다.

## 위치
브램턴역은 캐나다 내셔널 철도 (CN) 홀턴선 15.4마일 (24.8km) 지점에 위치해있으며, 브래멀리와 마운트플레전트역 사이에 위치해있다.
홀턴선이 브래멀리에서 브램턴 시내로 이어지면서 인근 지역은 공업지대에서 주거 및 상업지역으로 이어지는데, 브래멀리와 브램턴역 간의 차이는 두드러지는게 브래멀리역은 공장에 둘러싸여있는 반면 브램턴역은 시내 한복판에 위치해있다. 역 건물은 GO 트랜싯의 통근열차가 운행하기 이전부터 존재했으며, 2009년에 선로 남쪽에 두 번째 승강장이 새로 지어졌다. 역 서쪽으로는 지금은 쓰이지 않는 선로 분기점이 있는데, 브램턴에서 북쪽으로 오렌지빌까지, 남쪽으로는 미시소가의 스트리츠빌까지 이어졌던 노선이다. 이 선로는 캐나다 태평양 철도가 소유하고 있다가 지금은 관광열차인 크레딧밸리 익스플로러 (Credit Valley Explorer)에서 소유하고 있다. 이 열차는 오렌지빌과 잉글우드까지 운행하는 열차로, 아직까지 브램턴까지 운행할 계획은 없다.
브램턴에서 북서쪽으로 마운트플레전트까지는 대부분 교외 지역이고, 다음 역인 마운트플레전트역은 브램턴 북서쪽 끝에 위치해있다.

## 역사
브램턴의 첫 기차역은 1855년에 토론토에서 서쪽으로 건설이 진행되던 그랜드트렁크 철도 노선의 정차역으로 개통하였다. 토론토 동쪽으로는 그랜드트렁크는 주로 석회암으로만 역 건물을 지었지만, 건설 비용을 절약하기 위해 토론토 서쪽의 일부 역은 목재나 벽돌로 지어졌다. 브램턴역은 당시 다른 그랜드트렁크 역과 비슷하지만 벽돌로 지어졌으며, 당시 브램턴처럼 작은 마을에 필요한 기본적인 편의시설을 갖춘 지붕이 있는 직사각형 구조였다. 브램턴역에 첫 열차 운행은 1855년 10월에 시작했지만 브램턴 서쪽 구간은 공사 지연으로 인해 이듬해에야 시작되었다. 철도가 지어지면서 지역 사회에 번영과 성장을 가져왔고, 20년이 채 지나지 않은 1873년에 브램턴은 마을로 설립되었다.
20세기에 접어들면서 그랜드트렁크 본선 전체를 복선화하는 대규모 공사의 일환으로 1904년부터 1905년 12월까지 브램턴을 통과하는 철도가 복선화되었다. 이 역은 1907년에 브램턴 인구 증가에 따른 수요를 충족하기 위해 같은 위치에 더 큰 건물로 대체되었다. 이 건물은 대부분 건물 외벽에 대합실, 수하물 보관소, 선로를 마주보고 있는 역무실이 있는 이탈리아 양식으로 지어졌다.
그랜드트렁크는 20세기 초까지 재정난을 겪었고, 이에 따라 국유화되어 1923년에 새로 설립된 캐나다 내셔널 철도에 인수되었다. 2차 세계대전 이후 잠시 증가세를 보였던 승객 수는 20세기 초중반 자동차의 대중화에 따라 얼마 지나지 않아 감소세로 돌아섰다. 1959년 브램턴 남쪽으로 401번 고속도로가 건설되면서 승객 감소는 더욱 심해졌다. 1941년에는 하루 10편의 열차가 정차하던 브램턴역은 1957년에는 16편으로 늘어났고, 이후 60년대와 70년대를 거치면서 1974년에는 하루 9편으로 운행 횟수가 줄었다.
브램턴이 토론토의 베드타운이었기 때문에 토론토로 출퇴근하는 시민들이 이 역을 꾸준히 이용했으며, 특히 GO 트랜싯이 기존 CN이 운영하던 통근열차를 대신 운행하기 시작한 이후로는 승객 수가 더 많이 늘어났다. CN의 나머지 여객열차 노선은 1976년에 VIA 철도로 매각되었고 1977년에 별도의 공기업으로 분리되었다. 1982년, VIA 철도와 암트랙이 공동으로 CN 산하의 "인터내셔널 리미티드" (International Limited)로 알려진 토론토와 시카고를 오가는 인터내셔널을 부활시켰을 때, 이 노선은 CN의 북부 본선을 경유하여 브램턴의 정차하였다. 인터내셔널은 2004년에 운행을 중단하였지만, GO 트랜싯과 VIA 철도는 1907년에 지어진 이 역에서 지금까지 운행을 계속하고 있다. 이 역은 1992년에 캐나다 문화유산 철도역으로 지정되었으며, 2014년에는 CN이 GO 트랜싯에 이 건물을 250만 달러에 매각하였다.

## 시설
브램턴역은 직원이 상주하는 유인역으로, GO 트랜싯 매표소는 평일 오전 6시부터 오후 8시 15분까지 개장하며, 주말과 공휴일에는 문을 닫는다. 매표소에서는 프레스토 카드를 연령층에 맞춰서 설정하거나 기본 출발 및 도착역을 설정하여 하차태그를 하지 않아도 자동으로 정산할 수 있도록 할 수 있다. 이 외에도 통근열차 티켓 구매나 카드 충전은 역에 있는 자동판매기에서 할 수 있다. 프레스토 카드가 없는 경우에는 신용카드나 체크카드를 단말기에 태그해 요금을 정산할 수도 있고, 스마트폰에서 GO 트랜싯 홈페이지에 들어가 이티켓 (e-ticket)을 구매할 수도 있다. 이 역에 VIA 철도 매표소는 따로 존재하지 않으며, 이 역에서 토론토나 사니아 방면 VIA 열차를 이용하려면 VIA 철도 홈페이지나 모바일 앱, 고객센터에서 사전에 예약해야 한다.
이 역에는 대합실, 화장실, 와이파이, ATM기, 공중전화가 있다. 승강장은 2면 2선의 상대식 승강장으로, 두 승강장은 엘리베이터와 계단으로 이어지는 지하도로 연결되어있다. 환승 주차장은 총 세 곳이 있으며, 역 북쪽에 있는 북부 주차장 (처치 스트리트 웨스트 23번지)은 702대의 주차 공간이 있으며, 역 남쪽에 있는 P3 주차장 (레일로드 스트리트 45번지)은 161대, P4 주차장 (레일로드 스트리트 9번지)은 270대의 주차 공간이 마련되어있다. 주차는 최대 48시간까지 무료 주차가 가능하며, 이 역을 자주 이용하는 차량은 전용 주차 공간을 사전에 예약할 수 있으며, 카풀 차량 또한 전용 주차 공간을 예약할 수 있다. 또한 브램턴역까지 자전거를 타고 오는 경우 천정이 있는 자전거 거치대가 역 북쪽 출입구 앞에 마련되어있다.
역 바로 동쪽에는 브램턴 시내 터미널이 위치해있는데, 이 터미널에는 GO 트랜싯의 광역버스와 브램턴 교통의 시내버스가 정차한다. 터미널 건물은 매일 오전 5시부터 오전 12시까지 개방하며, 고객센터는 평일 오전 7시부터 오후 7시까지, 토요일에는 오전 9시부터 오후 6시까지 개방하고, 일요일에는 휴무한다.

## 운행 계통
GO 트랜싯의 키치너선이 토론토 유니언역과 키치너간을 운행하며 대부분의 열차는 마운트플레전트나 조지타운에 종착하여 궬프까지는 버스로 이어진다.
또한 VIA 철도 열차는 토론토발 사니아행 열차가 매일 오후 6시 14분, 사니아발 토론토행 열차는 매일 오전 10시 20분에 정차한다.

## 버스 연결편
브램턴역은 역과 맞닿아 있는 브램턴 시내 터미널에서 GO 트랜싯 광역버스와 브램턴 교통 시내버스로 갈아탈 수 있다. 자세한 문서는 터미널 문서를 참고한다.

## 인접 정차역
| CN 홀턴선                  | CN 홀턴선                          | CN 홀턴선            |
| -------------------------- | ---------------------------------- | -------------------- |
| 조지타운 사니아 방면       | VIA 철도 코리더 선 토론토 - 사니아 | 맬튼 토론토 방면     |
| 마운트플레전트 키치너 방면 | GO 트랜싯 키치너선                 | 브래멀리 유니언 방면 |

## 같이 보기
- 브램턴 시내 터미널